# Rotthalmünster
Rotthalmünster – gmina targowa w Niemczech, w kraju związkowym Bawaria, w rejencji Dolna Bawaria, w regionie Donau-Wald, w powiecie Pasawa, siedziba wspólnoty administracyjnej Rotthalmünster. Leży około 30 km na południowy zachód od Pasawy, przy linii kolejowej Rotthalmünster – Pocking, około 8 km od granicy z Austrią na Innie.

## Dzielnice
W skład gminy wchodzą cztery dzielnice: Asbach, Pattenham, Rotthalmünster, Weihmörting.

## Demografia
| Rok  | Liczba mieszk. |
| ---- | -------------- |
| 1970 | 4 726          |
| 1987 | 4 538          |
| 2000 | 5 172          |

## Oświata
(na 1999)

W gminie znajduje się przedszkole (94 miejsc i 104 dzieci) oraz 2 szkoły podstawowe (34 nauczycieli, 592 uczniów).